# Кочетов, Александр Мстиславович
Александр Мстиславович Кочетов (1861 — не ранее 1917) — русский архитектор, академик архитектуры Императорской Академии художеств.

## Биография
Родился 30 сентября 1861 года в Санкт-Петербурге, в семье чиновника Морского министерства.
В 1879 году поступил в Императорскую академию художеств. В 1883 году награждён малой серебряной медалью Академии художеств и тогда же окончил курс наук. В 1886 году получил большую серебряную и малую золотую медали за программу «Проект Гостиного двора». В 1887 году получил звание классного художника 1-й степени за проект «театрального училища». В 1892 году удостоен звания академика архитектуры Академии художеств за проект «лечебного курорта на минеральных водах с курзалом».
В 1889—1891 годах был командирован Техническо-строительным комитетом Министерства внутренних дел на Кавказские минеральные воды, где исполнял должность инженер-архитектора. Работал в Нижнем Новгороде, Севастополе и Костроме. В 1896—1906 годах городской архитектор Санкт-Петербурга, затем служил в городской управе. Член Петербургского общества архитекторов (с 1881 года).
Умер не ранее 1917 года; упоминается в календаре на 1917 год по адресу: Парголово, Михайловка, 6.

## Проекты и постройки

### Пятигорск
- Каменная оранжерея и ворота в Казённом саду;
- Водопродажный павильон в Цветнике (1889);
- Помещение канцелярии в доме комиссара;
- Кафе на вершине Машука;
- грот и фонтан в сквере Лермонтова (1889);
- помещение Офицерского собрания в доме Таноевского.

### Санкт-Петербург
- Доходный дом (надстройка). Большой проспект В.О., 4 — улица Репина, 19 (1892)[6];
- Богадельня и церковный дом Смоленского армянского кладбища[7]. Набережная реки Смоленки, 29А (1896—1901; сохранился частично)[8][9];
- Доходный дом (перестройка и расширение). Невский проспект, 90—92, правый корпус (1903—1904; совместно с А. П. Шильцовым)[8];
- Доходный дом (левая часть). Соляной переулок, 3 — улица Оружейника Федорова, 11 (1903)[8][10];
- Жилой дом (перестройка). Владимирский проспект, 19 (1904. Предположительно);
- Здание Ямского пожарного резерва. Лиговский проспект, 151 — набережная Обводного канала, 73х (1904—1905; не сохранилось)[8][11]:95[12];
- Здание Спасской пожарной части (перестройка). Инженерная улица, 12А (1905—1906)[8][11]:102[13];
- Доходный дом И. Ф. Алюшинского. Большая Пушкарская улица, 17 (1906)[8][14].

### Другие места
- Имение Протасова-Бахметьева. Село Тимановка Винницкой области, Украина[8];
- Здание Музея Севастопольской обороны в Севастополе (1892—1895);
- Конкурсный проект здания Харьковской губернской земской управы (1897)[15];
- Комплекс зданий климатолечебной колонии в Крыму у мыса Фиолент (1901—1902)[16];
- Храм Всемилостивого Спаса в Нижнем Новгороде(1899—1903);
- Проект музея дома Романовых в Костроме (1908; не осуществлён)[17].